# Емануеле Джакерини
Емануеле Джакерини (на италиански: Emanuele Giaccherini) е италиански професионален футболист играещ за италианския отбор Наполи и италианския национален отбор от 2012 г. Играе на крило и атакуващ полузащитник.

## Успехи
Ювентус
- Серия А – 2012, 2013
- Суперкупа на Италия – 2012

Италия
- Европейско първенство по футбол сребро – 2012
- Купа на конфедерациите – бронз (2013)